# Smętowo Graniczne
Smętowo Graniczne (ted. Schmentau) è un comune rurale polacco del distretto di Starogard, nel voivodato della Pomerania.
Ricopre una superficie di 86,12 km² e nel 2004 contava 5 246 abitanti.